# Wilma Goich
Wilma Goich (* 16. Oktober 1945 in Cairo Montenotte, Provinz Savona) ist eine italienische Popsängerin und Fernsehmoderatorin.
Goich begann ihre Karriere 1964, als sie ihre erste Single Dopo il sole pioverà veröffentlichte. Ihre größten Erfolge erzielte sie 1966 und 1968 mit den Liedern In un fiore und Gli occhi miei, von denen ersteres Platz vier der Hitparade erreichte. Zwischen 1965 und 1994 nahm sie sechs Mal am Sanremo-Festival teil.
Zwischen 1971 und 1979 bildete Goich mit ihrem damaligen Ehemann Edoardo Vianello das erfolgreiche Duo Vianella.

## Belege
1. ↑  M&D-Chartarchiv. Musica e dischi, archiviert vom Original (nicht mehr online verfügbar) am 18. August 2007; abgerufen am 14. März 2018 (italienisch, kostenpflichtiger Abonnement-Zugang).  Info: Der Archivlink wurde automatisch eingesetzt und noch nicht geprüft. Bitte prüfe Original- und Archivlink gemäß Anleitung und entferne dann diesen Hinweis.

| Personendaten    | Personendaten                                   |
| ---------------- | ----------------------------------------------- |
| NAME             | Goich, Wilma                                    |
| KURZBESCHREIBUNG | italienische Popsängerin und Fernsehmoderatorin |
| GEBURTSDATUM     | 16. Oktober 1945                                |
| GEBURTSORT       | Cairo Montenotte, Provinz Savona                |